# Hugo van der Goes
Hugo van der Goes (ur. ok. 1440 w Gandawie, zm. 1482 w Auderghem) – niderlandzki malarz, przedstawiciel drugiej generacji tzw. prymitywistów niderlandzkich.

## Życiorys
O jego życiu sprzed 1467, kiedy został mistrzem w gildii św. Łukasza w Gandawie, nie zachowały się żadne informacje. Do cechu wprowadził go malarz Justus z Gandawy. W latach 1473–1475 pełnił funkcję dziekana gildii. W 1468 wezwany został do Brugii, gdzie wziął udział w przygotowaniach do uroczystości zaślubin księcia Karola Śmiałego (1433-1477) z Małgorzatą z Yorku. Po powrocie do Gandawy wielokrotnie wykonywał dekoracje malarskie oraz przygotowywał zabawy i ceremonie z okazji różnych uroczystości, zarówno świeckich jak i religijnych, np. uroczystych wjazdów monarchów do miasta. W 1478 wstąpił, jako brat konwers, do klasztoru augustianów Rode Klooster (fr. Rouge-Cloître) położonego na skraju Auderghem w pobliżu Brukseli. Opuścił go dwa razy. W 1480 udał się do Lowanium, by dokonać ekspertyzy dzieła Dirka Boutsa. W 1481 wraz z bratem odbył podróż do Kolonii. Po powrocie przeżył załamanie psychiczne i podjął próbę samobójczą. Zmarł w rok później. Pochowany został na cmentarzu przyklasztornym. Na jego grobie wyryto napis: "Spoczywa tu malarz Hugo van der Goes. Boleje po nim sztuka, gdyż nie zna mu równego".

## Twórczość

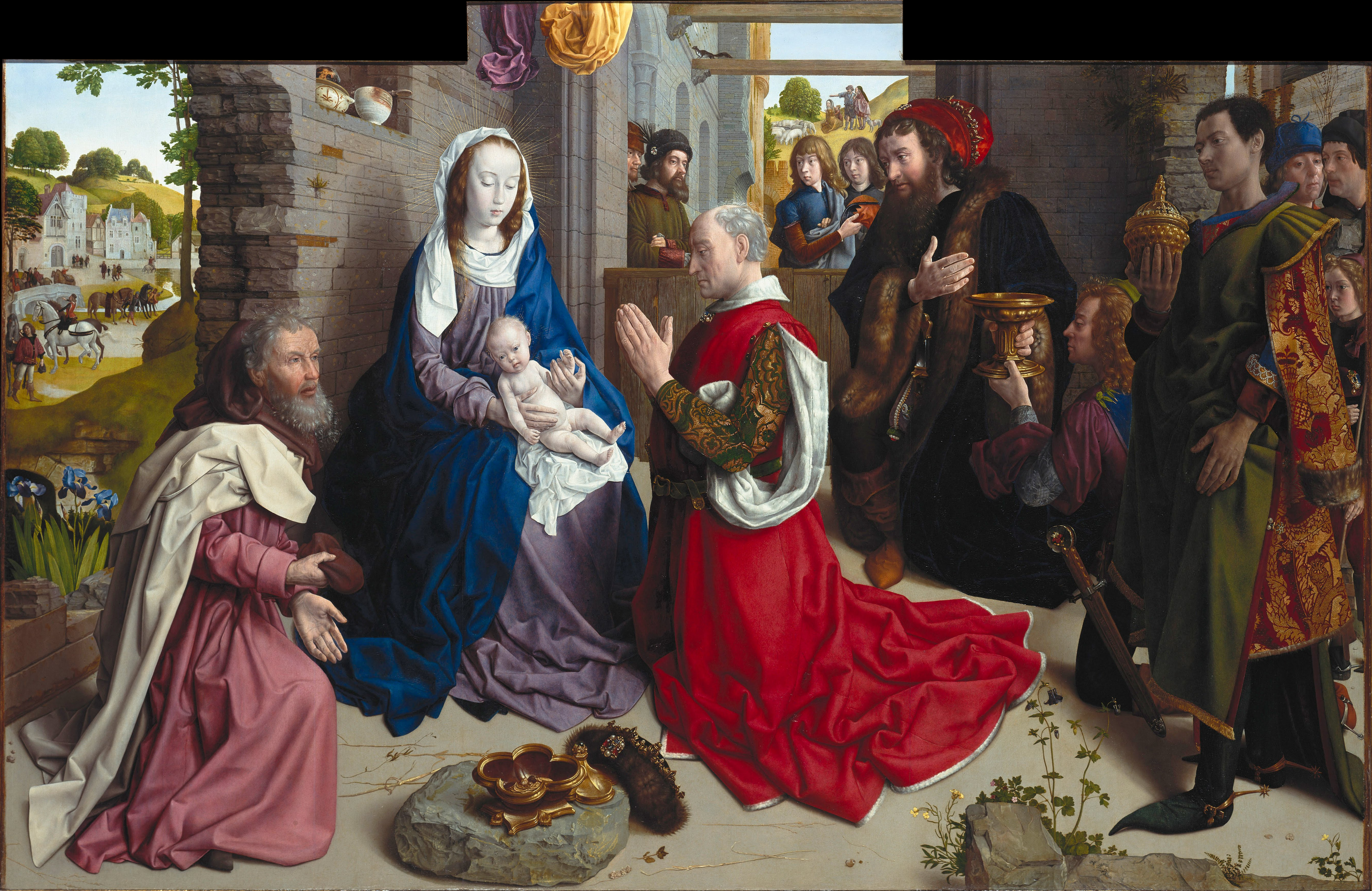
Pokłon Trzech Króli

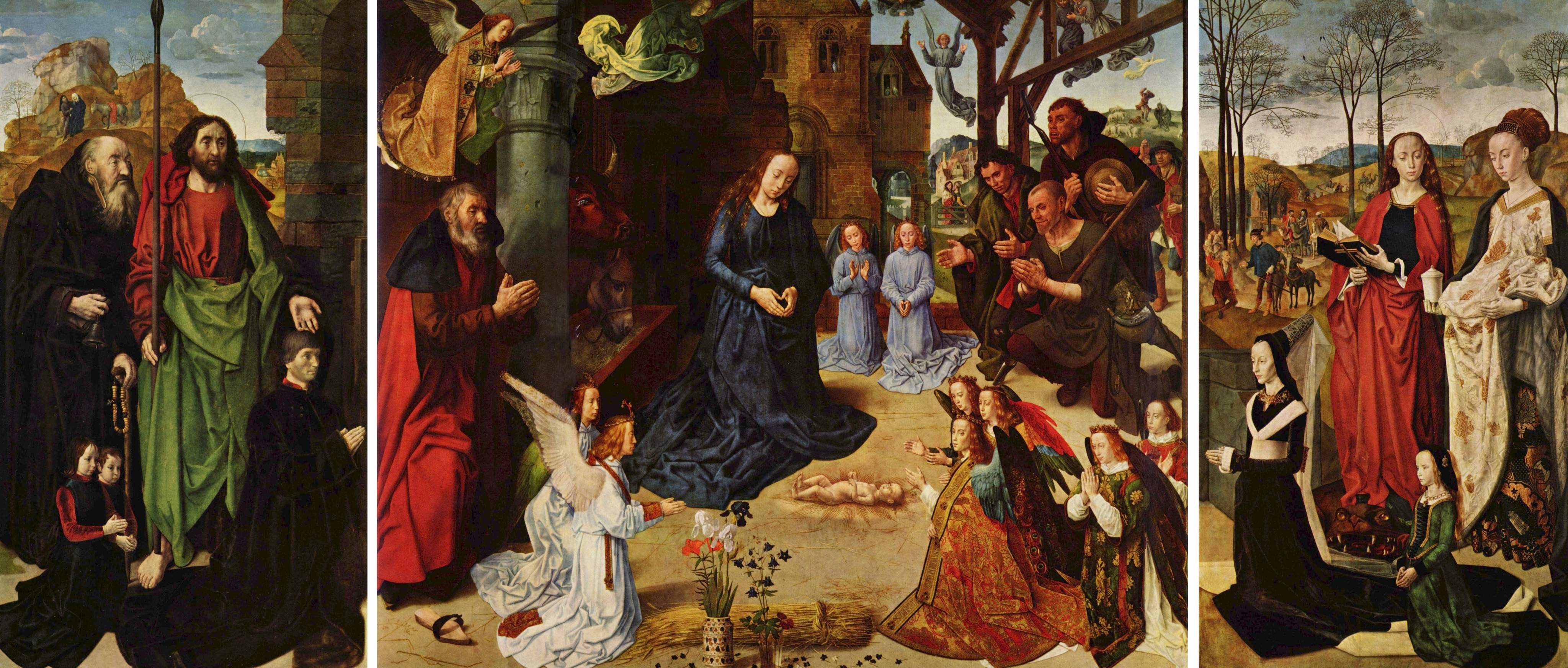
Tryptyk Adoracja Dzieciątka zwany też Tryptykiem Portinarich

Artysta nie sygnował i nie datował swoich obrazów. Stosował wielkie formaty i malował postaci ludzkie naturalnej wielkości, co było rzeczą niezwykłą w sztuce niderlandzkiej tamtych czasów. Jego twórczość zdradza objawy schyłku wielkiego przewrotu Jana van Eycka. Zasady kształtowania obrazów stosowane przez van Eycka stają się u niego skonwencjonalizowane, a jednocześnie pewne elementy jego dzieł zapowiadają manieryzm (układ form po przekątnych, głębia obrazu, ruchliwa i niespokojna linia). Faktury jego obrazów są szorstkie, niewygładzone jak u van Eycka.
Jego prace charakteryzuje niedostępność kompozycji dla widza, pozostawiająca go poza dziejącym się na obrazie wydarzeniem (Adoracja Dzieciątka, Ołtarz Portariarich, Zaśnięcie Marii, gdzie postaci tworzą zamknięty krąg wokół wydarzenia), podczas gdy inni Niderlandczycy starali się wciągnąć odbiorcę do akcji.
Używa kontrastów na skalę nieznaną dotąd innym malarzom. Obok zrównoważonych postaci, stojących twardo na ziemi mamy sylwetki uchwycone w ruchu, obok stref silnego światła - strefy zaciemnione, obok zdecydowanego realizmu – idealizm. Niewątpliwie zamiłowaniu do dużych kompozycji towarzyszy również upodobanie do precyzyjnego określania szczegółu.
Wydaje się być malarzem najsłabiej z twórców niderlandzkich związanym z "devotio moderna".

### Tryptyk Portinarich
Jego najsłynniejszym dziełem (oraz jedynym niebudzącym wątpliwości co do autorstwa) pozostaje znajdujący się w Uffizi Tryptyk Portinarich, przedstawiający Adorację Dzieciątka (1476-79, zwany też Pokłonem pasterzy). Tryptyk został zamówiony przez bankiera Medyceuszy Tommasa Portinariego dla kościoła Sant'Egidio przy szpitalu Santa Maria Nuova we Florencji. Na tryptyku van der Goesa wzorował się Domenico Ghirlandaio, malując swoją Adorację Dzieciątka.

### UpadekiOpłakiwanie
Hugo van der Goes połączył w dyptyku dwa przedstawienia znacznie zróżnicowane tematycznie i stylistycznie. Na lewej tablicy umieszczona została scena grzechu pierworodnego – Adam i Ewa kuszeni są przez węża, który ma tutaj postać jaszczurki z głową kobiety. Autor nawiązał stylem do twórczości Jana van Eycka. W tle rozciąga się rozległy krajobraz, szczegóły zostały oddane bardzo drobiazgowo (zwłaszcza roślinność), a postaci przywodzą na myśl akty z Ołtarza Gandawskiego. Druga część dyptyku, Opłakiwanie, kontynuuje z kolei ekspresyjną tradycję Rogera van der Weydena. Kontrast z pierwszą częścią podkreślony jest przez pusty, jałowy krajobraz Golgoty widoczny w tle sceny. Dyptyk znajduje się w Kunsthistorisches Museum w Wiedniu.

## Dzieła
- Madonna z Dzieciątkiem lub Madonna siedząca - (ok. 1467–68), 30 x 46,5 cm, Städelsches Kunstinstitut, Frankfurt nad Menem (śr. część tryptyku)
- Ołtarz Portinarich - (1473-78), Uffizi, Florencja
  - Adoracja pasterzy, 235 x 304 cm (śr. część tryptyku)
  - Portret donatora wraz z jego świętymi patronami, 253 x 141 cm (lewe skrzydło)
  - Portret donatorki wraz z jej świętymi patronkami, 235 x 141 cm (prawe skrzydło)
  - Zwiastowanie, 253 x 141 cm + 253 x 141 cm (zewnętrzna strona skrzydeł bocznych, en grisaille)
- Ołtarz wiedeński - (1470-79), Muzeum Historii Sztuki w Wiedniu
  - Grzech pierworodny, 33,8 x 23,5 cm (lewe skrzydło)
  - Opłakiwanie Chrystusa, 34,4 x 22,8 cm (prawe skrzydło)
  - Święta Genowefa, 33,8 x 22,9 (zewnętrzna strona, en grisaille)
- Opłakiwanie -  (b. d.), 36 x 30 cm, Ermitaż, Sankt Petersburg
- Opłakiwanie (Trzy Marie i św. Jan Ewangelista) -  (ok. 1480), 53,5 x 38,5 cm, Gemäldegalerie, Berlin
- Opłakiwanie Chrystusa - (b. d.), 54 x 72 cm, Museo di Capodimonte, Neapol
- Pokłon pasterzy - (ok. 1480), 97 x 245 cm, Gemäldegalerie, Berlin
- Pokłon Trzech Króli (Ołtarz Monforte) - (ok. 1471-73), 146,5 x 241,5 cm, Galeria Obrazów Starych Mistrzów w Dreźnie (śr. część tryptyku). Domniemane skrzydła tryptyku: Narodziny Jezusa, Ofiarowanie Jezusa w świątyni)
- Portret donatora ze św. Janem Chrzcicielem - (ok. 1480), 23,2 x 22,5 cm, Walters Art Museum, Baltimore
- Portret mężczyzny - (przed 1475), 31,7 x 26,6 cm, Metropolitan Museum of Art, Nowy Jork
- Skrzydła Ołtarza Ponkila -  (1473-78), National Gallery of Scotland, Edynburg (depozyt) 
  - Trójca Święta ze zmarłym Chrystusem, 198 x 97 cm (lewe skrzydło)
  - Sir Edward Bonkil z muzykującymi aniołami, 188 x 97 cm (prawe skrzydło)
- Święta Anna Samotrzecia z franciszkaninem -  (b. d.), 32,5 x 39 cm, Królewskie Muzea Sztuk Pięknych, Bruksela
- Tryptyk Pokłon Trzech Króli -  (1473-75), Ermitaż, Sankt Petersburg 
  - Pokłon Trzech Króli, 96,2 x 77,5 cm (śr. część tryptyku)
  - Obrzezanie, 96,2 x 31,7 cm (lewe skrzydło)
  - Rzeź niewiniątek, 96,2 x 31,7 cm (prawe skrzydło)
- Ukrzyżowanie - (ok. 1470), Museo Correr, Wenecja
- Zaśnięcie Marii - (1481-82), 147,8 x 122,5 cm, Groeningemuseum, Brugia